# Municipio de Hersey (Minnesota)
El municipio de Hersey (en inglés: Hersey Township) es un municipio ubicado en el condado de Nobles en el estado estadounidense de Minnesota. En el año 2010 tenía una población de 219 habitantes y una densidad poblacional de 2,42 personas por km².

## Geografía
El municipio de Hersey se encuentra ubicado en las coordenadas 43°43′31″N 95°31′23″O / 43.72528, -95.52306. Según la Oficina del Censo de los Estados Unidos, el municipio tiene una superficie total de 90.39 km², de la cual 90,36 km² corresponden a tierra firme y (0,03 %) 0,03 km² es agua.

## Demografía
Según el censo de 2010, había 219 personas residiendo en el municipio de Hersey. La densidad de población era de 2,42 hab./km². De los 219 habitantes, el municipio de Hersey estaba compuesto por el 93,15 % blancos, el 1,83 % eran afroamericanos, el 0,46 % eran amerindios, el 3,65 % eran asiáticos y el 0,91 % eran de una mezcla de razas. Del total de la población el 1,83 % eran hispanos o latinos de cualquier raza.